# Дубина Микола Захарович

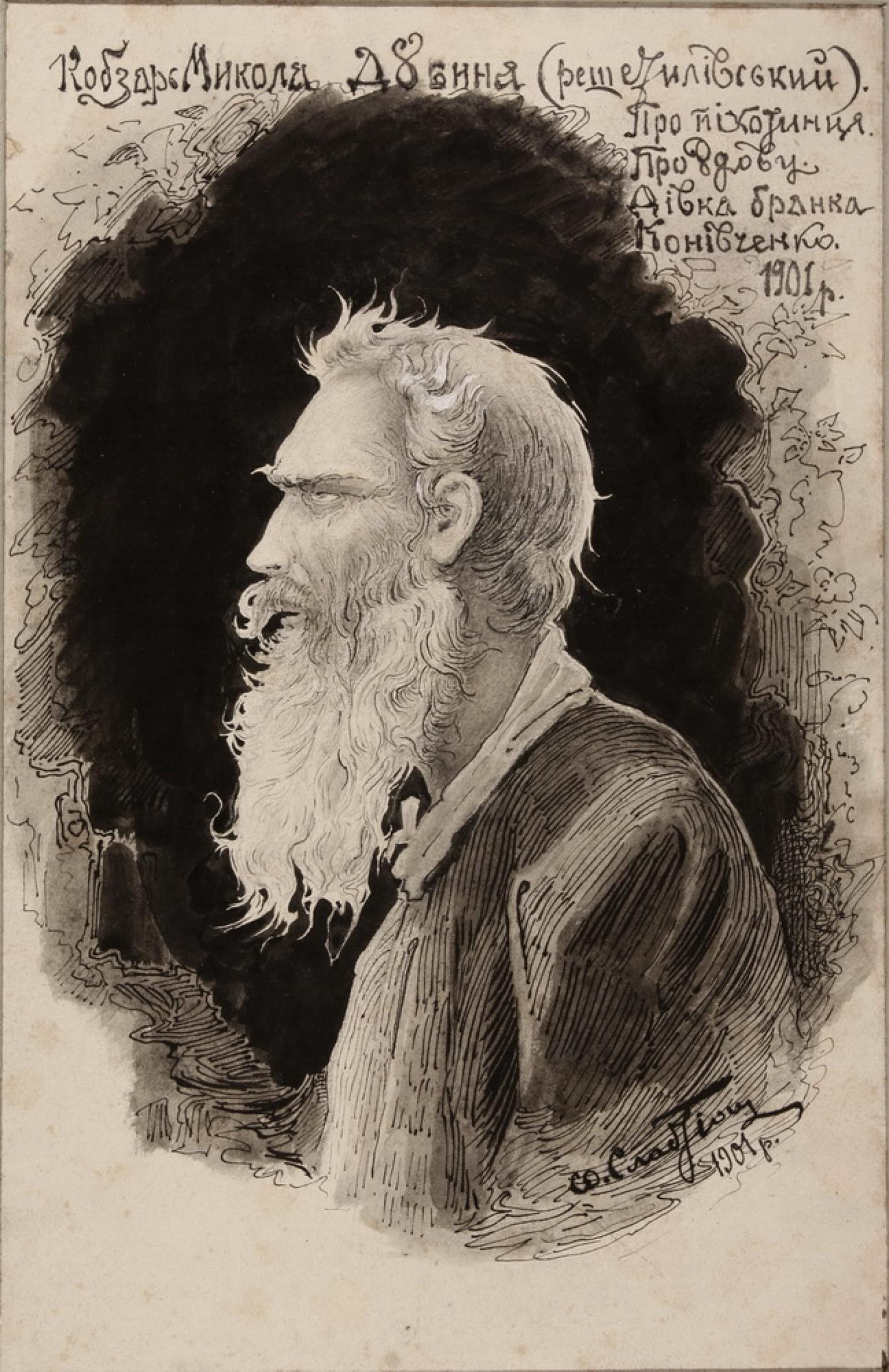
Портрет М. Дубини роботи О. Сластіона 1901 р.

Дубина Микола Захарович (Решетелівський?) (нар. бл. 1852 — пом. 1933 (?)) — кобзар, виконавець народних дум.
Родом з с. Решетилівки Полтавського повіту. Осліп на 16-му році життя. Навчався у кобзаря Івана Кравченка. У репертуарі мав думи «Про втечу трьох братів з Озова», «Дівка бранка». Співав без акомпанементу. Ці дві думи у його виконанні були записані (1908) Ф. Колессою на фонографічні валики й потім перекладені на ноти. Співав М. Дубина гарно- м'яким високим тенором. О. Сластіон вважав його за найкращого співця дум.
У 1908 році М. Дубина мав 56 літ. Дата смерті невідома.